# Kazuo Oka
Kazuo Oka (岡 和男, Oka Kazuo), né le 15 janvier 1948 dans la préfecture de Saitama et mort le 6 mai 2021, est un seiyū. Il travaille pour Arts Vision.

## Rôles

### Film d'animation
- Dragon Ball : Le Château du démon : Démon